# The Arcade Machine
The Arcade Machine est un jeu vidéo de création de shoot 'em up développé par Chris Jochumson et Doug Carlston et publié par Brøderbund  en 1982 sur Apple II puis sur Atari 8-bit. Il permet au joueur de créer des shoot 'em up dans la lignée de Space Invaders, sans connaissance préalables en programmation. Le joueur utilise pour cela une interface basée sur un système de menus qui lui permet de définir les caractéristiques de son jeu comme la forme des ennemis, leurs trajectoires, leurs cadences de tir ou l’arrière-plan. Il peut également accéder à des options lui permettant de créer cinq niveaux de difficultés différents pour son jeu,,,. Outre son outil de création, le programme inclut également cinq shoot 'em up créer avec celui-ci, qui peuvent être modifiés.